# Abrochia variegata
Abrochia variegata là một loài bướm đêm thuộc phân họ Arctiinae, họ Erebidae.